# مرا به خاطر بسپار (آهنگ کوکو)
مرا به خاطر بسپار (انگلیسی: Remember Me) آهنگی از انیمیشن پیکسار در سال ۲۰۱۷، به نام کوکو، نوشته رابرت لوپز و کریستن اندرسون لوپز است. این آهنگ توسط بنجامین برات، گائل گارسیا برنال، آنتونی گونزالس و آنا اوفلیا مورگویا به شکل های مختلف در فیلم اجرا شد. میگل و ناتالیا لافورکاد یک نسخه پاپ از این آهنگ را اجرا کردند که در تیتراژ پایانی فیلم وجود دارد. کارلوس ریورا نسخه کاور این آهنگ را با عنوان "Recuérdame" برای آلبوم موسیقی متن فیلم اسپانیایی زبان ضبط کرد. که برنده بهترین آهنگ اصلی در جشنواره شدنودمین دوره جوایز اسکار در سال ۲۰۱۸ شد.
این آهنگ در برنامه ویژه تلویزیونی ABC 2020 The Disney Family Singalong: Volume II پخش شد. 

## متن
این آهنگ در زمینه های مختلف در طول فیلم استفاده شد. این آهنگ به عنوان محبوب‌ترین آهنگ ارنستو د لا کروز (بنجامین برات) که توسط شریک موسیقی او هکتور ریورا (گائل گارسیا برنال) نوشته شده است، شناخته می‌شود و برای اولین بار در یک تنظیم ماریاچی، به عنوان درخواستی از ارنستو به طرفدارانش برای حفظ او در آهنگ‌هایشان معرفی شد. حتی وقتی در جاهای دیگر گشت می زند. سپس به عنوان یک لالایی از هکتور برای دخترش کوکو ظاهر می شود (که نشان می دهد این آهنگ برای او نوشته شده است)، زمانی که او مجبور است به عنوان یک هنرمند دوره گرد به راه های دور سفر کند. سپس از آن به عنوان یک آهنگ نوستالژیک استفاده می شود تا کوکوی مسن تر (آنا اوفلیا مورگویا) را به دوران قبلی زندگی اش برگرداند و میگل (آنتونی گونزالس) را دوباره به هم پیوند دهد. سپس در یک نسخه پاپ ظاهر می شود که در تیتراژ پایانی پخش می شود و توسط خوانندگان میگل و ناتالیا لافورکاد خوانده می شود.
این قطعه "بندی است که چندین نسل را در عشق مشترک به موسیقی پیوند می دهد". 

## تولید
تیم فروزن(یخ‌زده) کریستن اندرسون-لوپز و رابرت لوپز برای این پروژه استخدام شدند. کارگردان لی آنکریچ از زمانی که در سال ۲۰۰۶ فیلم «پیدا کردن نمو – موزیکال» را نوشتند، آنها را تحسین کرده بود. چالشی که در این آهنگ وجود داشت، ساختن اشعاری بود که بسته به زمینه‌ای که در آن خوانده می‌شد، معنا می‌کرد. این تیم در مورد موسیقی محبوب مکزیکی تحقیق کردند و می خواستند آهنگی بنویسند که می توانست توسط خورخه نگرته یا پدرو اینفانته خوانده شود. آنها آن را به عنوان یک بولرو - ranchero نوشتند. سبک آهنگ، دانستن اینکه اگر به عنوان یک تصنیف آرام اجرا شود نیز می تواند کارساز باشد. رابرت موسیقی را نوشت و کریستن شعر را نوشت. او می‌خواست ایده به خاطر سپردن افراد را در زمانی که دور هستند بررسی کند و توضیح داد: «قدرت موسیقی در بازگرداندن مردم به زندگی، به معنای واقعی کلمه». 

## افتخارات
"مرا به خاطر بسپار" برنده جایزه اسکار بهترین آهنگ اصلی شد (با این برد، آهنگساز رابرت لوپز اولین برنده دوبل EGOT شد). این آهنگ همچنین برنده جایزه فیلم انتخاب منتقدان برای بهترین آهنگ شد و نامزد جایزه گلدن گلوب برای بهترین آهنگ اصلی و جایزه گرمی برای بهترین آهنگ نوشته شده برای رسانه های تصویری شد.
| جوایز                                 | جوایز                                       | جوایز    | جوایز |
| جایزه                                 | دسته بندی                                   | نتیجه    |       |
| ------------------------------------- | ------------------------------------------- | -------- | ----- |
| جوایز اسکار                           | بهترین آهنگ اصلی                            | برنده شد |       |
| جوایز انجمن جوایز مدار                | بهترین آهنگ اصلی                            | نامزد شد |       |
| جشنواره بین المللی فیلم کاپری هالیوود | بهترین آهنگ اصلی                            | برنده شد |       |
| جوایز انتخاب منتقدان                  | بهترین آهنگ                                 | برنده شد |       |
| جوایز انجمن منتقدان فیلم دنور         | بهترین آهنگ اصلی                            | برنده شد |       |
| جوایز انجمن منتقدان فیلم جورجیا       | بهترین آهنگ اصلی                            | برنده شد |       |
| جوایز فیلم دربی طلایی                 | بهترین آهنگ اصلی                            | نامزد شد |       |
| جوایز دهه فیلم دربی طلایی             | بهترین آهنگ اصلی دهه                        | نامزد شد |       |
| جوایز گلدن گلوب                       | بهترین آهنگ اصلی                            | نامزد شد |       |
| جوایز گرمی                            | بهترین آهنگ نوشته شده برای رسانه های تصویری | نامزد شد |       |
| جوایز انجمن ناظران موسیقی             | بهترین آهنگ/ضبط ساخته شده برای یک فیلم      | نامزد شد |       |
| جوایز انجمن منتقدان فیلم هاوایی       | بهترین آهنگ                                 | نامزد شد |       |
| جوایز انجمن منتقدان فیلم هیوستون      | بهترین آهنگ اصلی                            | برنده شد |       |
| جوایز بین المللی سینمای آنلاین        | بهترین آهنگ اصلی                            | نامزد شد |       |
| جوایز منتقدان فیلم آیووا              | بهترین آهنگ                                 | برنده شد |       |
| جوایز انجمن منتقدان فیلم لاس وگاس     | بهترین آهنگ                                 | برنده شد |       |
| جوایز انجمن فیلم و تلویزیون آنلاین    | بهترین آهنگ اصلی                            | برنده شد |       |
| جوایز انجمن منتقدان فیلم فینیکس       | بهترین آهنگ اصلی                            | برنده شد |       |